# Smaragdszkink
A smaragdszkink, vagy smaragdzöld szkink (Lamprolepis smaragdina) nem veszélyeztetett gyíkfaj, viszont elég ritkán találkozni vele a természetben. Ellenben egyre népszerűbb egzotikus háziállatként való tartása.

## Elterjedése
A smaragdszkink a fás területeket részesíti előnyben. Legfőképpen Tajvanon, Új-Guineában, Santa Cruz-szigeteken, a Salamon-szigeteken, és a Fülöp-szigeteken belül Luzon, és Palawan szigetén, illetve a Sulu-szigeteken él.

## Táplálkozása
A smaragdszkink feginkább húsevő, rovarokkal, és más apró állatokkal táplálkozik, bár néha a gyümölcsöket, és leveleket is megeszi. Egyes területeken még a kutyaeledelből is lopni szokott.

## Életmódja
Csupasz fatörzseken, liánmentes ágakon él. Pár egyedet nagyon kevés növényzettel rendelkező szigeten találtak meg, volt köztük olyan, amin csak négy pálmafa volt. Igen aktív faj, mindig mozgásban van. A faj egyedei ritkán agresszívek, és néha kis csoportokat alkotva élnek.

## Fordítás
- Ez a szócikk részben vagy egészben  a   Lamprolepis smaragdina című angol Wikipédia-szócikk ezen változatának fordításán alapul.  Az eredeti cikk szerkesztőit annak laptörténete sorolja fel. Ez a jelzés csupán a megfogalmazás eredetét és a szerzői jogokat jelzi, nem szolgál a cikkben szereplő információk forrásmegjelöléseként.